# Paola Jara
Paula Andrea Zapata Jaramillo (Apartadó Antioquia, 16 de mayo de 1983), conocida como Paola Jara, es una cantante colombiana de música popular.En una entrevista en el podcast "Vos podés" confirmó que se llama Paula, pero su padre fue el que propuso Paola como nombre artístico porque era más sonoro con Jara.  
Su carrera artística comenzó a la temprana edad de 14 años, al grabar su primer álbum de estudio con el sello Codiscos. Escogió el género de las rancheras, en el que por entonces había pocos exponentes femeninos con sus características.
Se dio a conocer como telonera de un concierto de Vicente Fernández y Alejandro Fernández en la ciudad de Medellín. Al poco tiempo, abrió el concierto de Juan Gabriel, entre otros.

## Biografía

### Primeros años
Paula Andrea Zapata Jaramillo nació el 16 de mayo de 1983 en Apartadó, Antioquia. Allí se inició en la música a temprana edad. A lo largo de su niñez vivió en diferentes municipios como  Palmira y Medellín donde finalmente se radicó. Su paso por estos lugares le permitió conocer diferentes culturas y estilos de vida que la llevaron a descubrir su verdadera pasión. Durante estos años, participó en diversos concursos de música que hacían en las regiones y en las instituciones donde estudió. A medida que cursaba el bachillerato, alternaba sus estudios con las clases de guitarra y la práctica del canto.
Mientras cursaba el Pregrado en Música en la Universidad EAFIT, seguía explorando en la música a nivel profesional. Inició realizando presentaciones en sitios y eventos tanto públicos como privados, en los que se acompañaba de mariachis y pistas, lo que la ayudó a abrir las puertas de la industria musical en Medellín y en otras ciudades del país.

### Carrera musical

#### Inicios en la música
El comienzo de su carrera se vislumbra en su ciudad natal, donde desde sus primeros años en el colegio donde participó en un festival de intercolegiados interpretó una canción [a cappella] llamada “Mi botecito”. Desde ese momento su amor por la música se hizo presente y la hizo parte de su vida, comenzó alternando sus estudios con clases de guitarra, cantando con su padre en fiestas familiares y ganando los primeros lugares en los concursos que se organizaban en su región.
Fue parte de un grupo infantil de música llamado Tares Club y de esta forma exploró géneros como la balada, la música tropical, el género infantil y otros. Al ver su talento Álvaro Taborda, quien dirigía el grupo, se interesó en trabajar con ella de forma independiente, así que grabaron un demo de géneros variados, tocaron puertas en varias disqueras hasta lograr el tan ansiado apoyo.

#### Primer álbum y éxito
En el 2009 de la mano del productor musical Iván Calderón lanzó su primera producción discográfica titulada “Paola Jara” de allí se desprende su primer éxito «Voy a Olvidarte» que ocupó los primeros lugares en las principales emisoras y canales de televisión del país.

#### Inigualable (2014) y presente
En el 2014 lanzó su segunda producción discográfica “Inigualable” y su nuevo lanzamiento «Soledad acompañada» de la autoría del compositor y productor musical Carlos Franco y bajo la producción musical de Iván Calderón. Este mismo salió a la venta bajo el sello de Codiscos.
Tras su éxito musical de 2016 «Que sufra, que chupe y que llore» en compañía de Francy, y su más reciente sencillo «Murió el amor», la cantante colombiana se ha mantenido en lo más alto del género mientras su carrera sigue en ascenso. También hizo una colaboración con el cantante Jessi Uribe con la canción «Como si nada».pero el embarazo es real

### Carrera en televisión
Paola Jara hizo parte del concurso del Canal RCN “Se busca intérprete”, en el cual participó representando al género popular, bajo la tutoría de Galy Galiano, siendo una de las finalistas de este concurso. Se ganó el cariño del público y pudo exponer ante todo el país su talento, siendo esto un impulso para su carrera.
Ha presentado varios programas de televisión en canales regionales en Colombia como Paisa Visión y Cosmovisión. De la misma forma participaciones en vídeos musicales, entrevistas y programas de entretenimiento a nivel regional y nacional. 
En 2017 y 2018, Jara fue invitada a los programas del Canal 1 “Guerreros” y “De Fiesta con Danny Marín”, respectivamente. Allí interpretó varias de sus canciones, además en este último fue entrevistada por el también cantante colombiano Danny Marín quien es el anfitrión del programa.

## Vida personal
Paola Jara reside en Colombia, más precisamente en la ciudad de Medellín. Por temas de negocios viaja frecuentemente a Bogotá, donde posee un apartamento y suele alojarse temporalmente cuando se encuentra en la ciudad.
Aunque la artista habla muy poco de su vida privada, se conoce que mantiene una relación sentimental con el cantante de música popular Jessi Uribe desde 2019. 
Paola Jara y Jessi Uribe contrajeron matrimonio el 14 de mayo de 2022 luego de más de dos años de relación, para esta ocasión lanzaron el sencillo La Boda en la que cuentan su historia de amor.17

## Estilo musical e imagen pública
Paola Jara es una artista enfocada en la música popular y las rancheras. En su carrera musical ha compartido escenario con renombrados artistas colombianos de música popular colombiana como Darío Gómez, Marbelle, Jhonny Rivera, Las Hermanas Calle y Helenita Vargas, entre otros; y con artistas internacionales como Vicente Fernández, Alejandro Fernández y Juan Gabriel. Varios de estos artistas fueron también una gran influencia para la cantante.

## Discografía

### Álbumes de estudio
- 1999: A Mi Edad
- 2009: Paola Jara
- 2014: Inigualable
- 2019: En Tus Manos
- 2023: Pa' Olvidar

## Filmografía
| Año  | Programa                  | Rol                          |
| ---- | ------------------------- | ---------------------------- |
| 2008 | Se busca intérprete       | Ella misma/Participante      |
| 2010 | Paisa Visión              | Presentadora                 |
| 2010 | Cosmovisión               | Presentadora                 |
| 2017 | Guerreros                 | Ella misma/Invitada especial |
| 2018 | De Fiesta con Danny Marín | Ella misma                   |
| 2019 | Un bandido honrado        | Pamela                       |
| 2020 | Amar y vivir              | Ella misma                   |
| 2020 | A otro nivel 3            | Ella misma/Jurado            |

## Premios y nominaciones

### Premios Juventud
| Año  | Nominado                  | Galardón                           | Resultado |
| ---- | ------------------------- | ---------------------------------- | --------- |
| 2019 | La Boda (Ft. Jessi Uribe) | Mejor canción en pareja            | Nominado  |
| 2019 | Paola Jara                | Nueva Generación Regional Mexicano | Nominado  |

### Premios Nuestra Tierra
| Año  | Nominado                                                        | Categoría                    | Resultado |
| ---- | --------------------------------------------------------------- | ---------------------------- | --------- |
| 2013 | Pobre Perro                                                     | Mejor Interpretación Popular | Nominada  |
| 2013 | Paola Jara                                                      | Mejor Artista Popular        | Nominada  |
| 2020 | Como Si Nada (feat. Jessi Uribe)                                | Canción popular del Año      | Nominado  |
| 2020 | Paola Jara                                                      | Artista popular del Año      | Nominado  |
| 2020 | Paola Jara                                                      | Artista del público          | Nominado  |
| 2021 | La Conquista (feat. Jessi Uribe)                                | Canción popular del Año      | Ganadora  |
| 2021 | Prohibido                                                       | Canción popular del Año      | Nominada  |
| 2021 | Paola Jara                                                      | Artista popular del Año      | Nominado  |
| 2021 | La conquista Tour (con Jessi Uribe)                             | Mejor gira concierto         | Nominado  |
| 2021 | La Conquista (feat. Jessi Uribe)                                | Canción favorita del público | Nominado  |
| 2022 | Los Besos Jamas                                                 | Canción popular del Año      | Nominado  |
| 2022 | Paola Jara                                                      | Artista popular del Año      | Nominado  |
| 2022 | Batalla de Reyes y Reinas, Concierto virtual (con más artistas) | Mejor gira concierto         | Nominado  |
| 2023 | Ve y Dile                                                       | Canción popular del Año      | Nominado  |
| 2023 | Paola Jara                                                      | Artista popular del Año      | Nominado  |
| 2024 | Paola Jara                                                      | Artista popular del Año      | Nominado  |

### Premios Mi Gente
| Año  | Nominado   | Categoría                    | Resultado |
| ---- | ---------- | ---------------------------- | --------- |
| 2011 | Paola Jara | Mejor Interpretación Popular | Ganadora  |
| 2012 | Palabras   | Mejor Canción del Año        | Nominada  |
| 2012 | Palabras   | Mejor Canción Popular        | Nominada  |
| 2012 | Palabras   | Mejor Vídeoclip              | Nominada  |